# Eidsberg
Eidsberg este o comună din provincia Østfold, Norvegia.